# Teodeberto I de Baviera
Teodeberto I de Baviera, llamado también Teodberto, Teudeberto o Thodperto (685-719), fue duque de Baviera de la dinastía Agilolfinga desde el 702 hasta su muerte, pero con menores atribuciones que su padre Teodón II de Baviera y el ducado dividido entre sus hermanos Grimaldo, Teobaldo y Tasilón.
Era el mayor de los hijos de Teodón II de Baviera y fue asociado a su gobierno desde el 702, gobernando Salzburgo. El año 711 su hermano menor Teobaldo se convierte en corregente y su padre comienza a revelar sus planes de división del ducado tras su muerte. Probablemente antes del 715 se decide la división, pero si esta fue territorial o de corregencia es un dato que desapareció. De todas formas se sabe que Teodeberto tenía su sede en Salzburgo desde el 702. 
Probablemente las intenciones de Teodón II era ayudar a San Roberto de Salzburg, Obispo de Salzburgo y de ayudarlo al transferir la capital hacia su diósesis. 
Teodeberto accedió a prestarle ayuda militar a Ansprando y a Liutprando en su reconquista de Italia el 712.
Tras la muerte de su padre, los cuatro hermanos se dividieron los territorios, pero todos murieron el año 719 a excepción de Grimaldo que desde ese momento gobernó el territorio unificado hasta su muerte.
Teodeberto tuvo dos hijos: Huberto, que heredó el ducado tras la muerte de Grimaldo, y Guntrudis casada con Liutprando.
| Predecesor: Teodón II | Duque de Baviera 702-719 | Sucesor: Grimaldo I |

- Datos: Q567641